# Ctenomys opimus
Ctenomys opimus је врста глодара (Rodentia) из породице туко-тукоа (Ctenomyidae).

## Распрострањење
Ареал врсте је ограничен на мањи број држава. 
Врста има станиште у Аргентини, Перуу, Боливији и Чилеу.

## Станиште
Врста је по висини распрострањена од 2.500 до 5.000 метара надморске висине. 
Врста је присутна на планинском венцу Анда у Јужној Америци.

## Начин живота
Врста Ctenomys opimus прави гнезда.

## Угроженост
Ова врста је наведена као последња брига, јер има широко распрострањење и честа је врста.